# Manuel Nunes da Ponte
Manuel Luís de Magalhães Nunes da Ponte (Goa, 24 de dezembro de 1949) é um engenheiro químico português.

## Família
Representante do Título de Visconde de Roriz, é filho de Vasco Marinho Falcão Nunes da Ponte, representante do Título de Visconde de Roriz, e de sua mulher (23 de Janeiro de 1949) Maria Carolina Rooke de Lima Pereira Dias de Magalhães (24 de Dezembro de 1926). É cunhado de João Talone, co-cunhado de Antonio Galvão Lucas e cunhado pelo segundo casamento civil de Fernando de Sousa Botelho de Albuquerque, 6.º Conde de Vila Real, 5.º Conde de Melo e 4.º Conde de Mangualde.

## Biografia
Doutorado no Instituto Superior Técnico da Universidade Técnica de Lisboa e professor catedrático em 1988.
Foi director do Instituto de Tecnologia Química e Biológica (ITQB) de 1999 a 2002 e investigador responsável pelo projecto Tecnologias e Processos Limpos em Engenharia Química e Biológica iniciado em 2005.
Manuel Nunes da Ponte foi presidente da Iniciativa Eureka de julho de 2008 a junho de 2009.

## Casamento e descendência
Casou no Porto, Nevogilde, a 14 de Agosto de 1971, com Maria Margarida Ramalho de Carvalho Talone (Lisboa, 7 de Abril de 1950), irmã de João Talone.

## Prémios
- Prémio Ferreira da Silva 1996[6]